# Edward Aroutounjan
Edward Aroutounjan (født 18. marts 1988 i Jerevan, Armenske SSR, Sovjetunionen) er en dansk/armensk crooner, der i 2008 deltog i DR's talentshow Talent 2008, hvor han gik videre til semifinalen. Han kommer fra Næstved og har undervist på skoler i Næstved, blandt andet i musik, på Kalbyrisskolen.